# 教務総長
教務総長（きょうむそうちょう）あるいは宗務総長（しゅうむそうちょう）、宗務長（しゅうむちょう）は、包括宗教法人において、その宗教法人を代表する役職の職名である。通常はその包括宗教団体の代表役員がその役職につく場合が多い。
この立場の職名・職務内容は宗派によっても様々であるが、多くは管轄庁からその宗教の代表者としての扱いを受ける事務方の長をこの名で呼ぶ場合が多い。
教務総長は他の理事らとともに社団法人や財団法人の理事会に相当する内局を組織し、宗教法人運営（宗政）を司る。